# Jean Balue
Jean Balue (Angles-sur-l'Anglin, c. 1421 – Ripatransone, 5 de outubro de 1491) foi um cardeal francês e ministro de Luís XI. 
Nascido sem recursos, ele conseguiu subir na carreira política explorando conexões, às quais ele muitas vezes não permaneceu leal, e tornando-se um agente indispensável aos propósitos do rei em uma época de desordem política na França. Seus serviços eram tão militares quanto eclesiásticos, tendo a tarefa crítica de defender a cidade de Paris contra os inimigos do rei. Seu trabalho como diplomata em lidar com Francisco II da Bretanha e com Carlos de Valois trouxe-lhe o cargo de primeiro-ministro do rei. Balue esforçou-se em negociar um tratado entre o rei e Carlos, o Audaz, que se tornara duque da Borgonha e tentava recuperar toda a herança de sua família. Correspondências secretas revelaram que ele pode ter atuado nos dois lados da negociação, e por isso foi preso e mantido sob a acusação de traição de 1469 a 1481, enquanto o rei e o Papa Sisto IV discutiam sobre prerrogativas jurisdicionais. Após a morte do rei Luís e do Papa, o novo rei francês, Carlos VIII, nomeou Balue seu embaixador em Roma.

## Biografia
Ele nasceu de pais muito humildes em Angles-sur-l'Anglin em Poitou. A data de seu nascimento é estimada por volta de 1421, com base em seu epitáfio na basílica de Santa Prassede, em Roma, no qual ele teria morrido como Legado das Marcas aos setenta anos de idade, Legatum agens septuagenarius gloriose obiit. A palavra "septuagenário" é um pouco elástica. Jean Balue tinha um irmão Antoine e outro Nicolas.
Balue foi apadrinhado pela primeira vez pelo bispo de Poitiers, Jacques Juvénel des Ursins (1449-1457). Em dezembro de 1457, Balue obteve um diploma de licenciatura em Direito, talvez da Universidade de Angers.
Em 1461, Balue ainda é conhecido como clericus, mas em 1465 ele é chamado de padre. Estes são os parâmetros para sua data de ordenação ao sacerdócio. Da mesma forma, em 1461, foi nomeado vigário de Candé por seu novo patrono, o bispo Jean de Beauvau, de Angers.

### Cônego Balue
Em 1461 tornou-se vigário-geral (Grande Vigário) do bispo de Angers, Jean de Beauvau (1447-1467), e foi nomeado cônego da Catedral de São Maurício. Em 1462, ele acompanhou o bispo de Beauvau a Roma na delegação que foi enviada para apresentar as homenagens do novo rei da França, Luís XI, ao Papa Pio II, e se envolver em negociações relativas à revogação da Pragmática Sanção, bem como as reivindicações francesas ao Reino de Nápoles. O líder da delegação era o bispo Jean Jouffroy de Arras, nomeado cardeal em 18 de dezembro de 1461. Durante esta visita, Balue foi nomeado Protonotário apostólico pelo Papa. Em seu retorno a Angers, o bispo de Beauvau quis recompensar Balue com a concessão da prebenda de Santa Margarida no Cabido catedralício, que acabara de ficar vago com a morte do deão do Cabido. A prebenda, no entanto, pertencia ao Cabido e não ao bispo, e eles protestaram com sucesso ao Papa, que concedeu a prebenda ao candidato do Cabido em 21 de janeiro de 1463. Não satisfeito com o resultado, Balue fez um apelo ao rei. Em Paris, ele entrou em contato com Thibault de Vitry, um cônego de Paris que ocupou o cargo de tesoureiro do Cabido catedralício de Angers como beneficiário. Ele foi apresentado ao tenente-general de Paris e da Ilha de França, Charles de Melun, cujo pai era governador de Champanhe e Brie e governador da Bastilha. Melun, no devido tempo, apresentou Balue ao rei. Luís XI concedeu cartas patente em 15 de setembro de 1463 ordenando que o Cabido entregasse a prebenda a Balue.
Em 10 de fevereiro de 1464, a pedido do rei Luís, o Papa concedeu a Balue um novo posto no Cabido catedralício de Angers, que ficara vago.
Sua presteza, astúcia e domínio da manipulação lhe valeram a apreciação de Luís XI, que o nomeou seu esmoleiro em 1464 e um de seus secretários. As ambições de Balue então o colocaram em apuros. Ele pretendia suceder Vitry, que acabara de morrer, como Tesoureiro de Angers, e em 23 de março de 1464 fez sua reivindicação. Mas o Bispo de Beauvau tinha consigo uma bula pontifícia do Pio II que lhe concedia a doação de uma abadia ou qualquer outro benefício eclesiástico que por acaso ficasse vago. Beauvau queria a Tesouraria para seus próprios propósitos. Os cônegos catedralícios se opuseram a Balue por respeito ao bispo, mas, em 20 de abril, um clérigo de Paris, Jacques Chaumort apareceu em Angers com um mandato do rei, ordenando que os cônegos permitissem que Balue gozasse dos frutos do cargo de Tesoureiro. Os cônegos concordaram. Este foi o fim da amizade e proteção do Bispo de Beauvau.
Balue também adquiriu uma série de outros benefícios eclesiásticos durante o ano de 1464. Ele foi nomeado abade comendatário de Fécamp, abade comendatário de Saint-Remi de Reims, e (em 1465) abade comendatário de Saint-Jean-d'Angély. Ele também foi nomeado prior da capela de Saint-Éloi em Paris, e (em 1465) de Saint-Jean-des-Sables.
Em 26 de dezembro, o rei Luís nomeou Balue conselheiro do Parlamento, e em 28 de dezembro concedeu-lhe o privilégio de conferir uma ampla gama de benefícios que eram da competência do rei. Estas incluíam bolsas de estudo para o Collège de Navarre, benefícios aos Hôtels-Dieu, hospitais para doentes e pobres.

### Bispo Balue

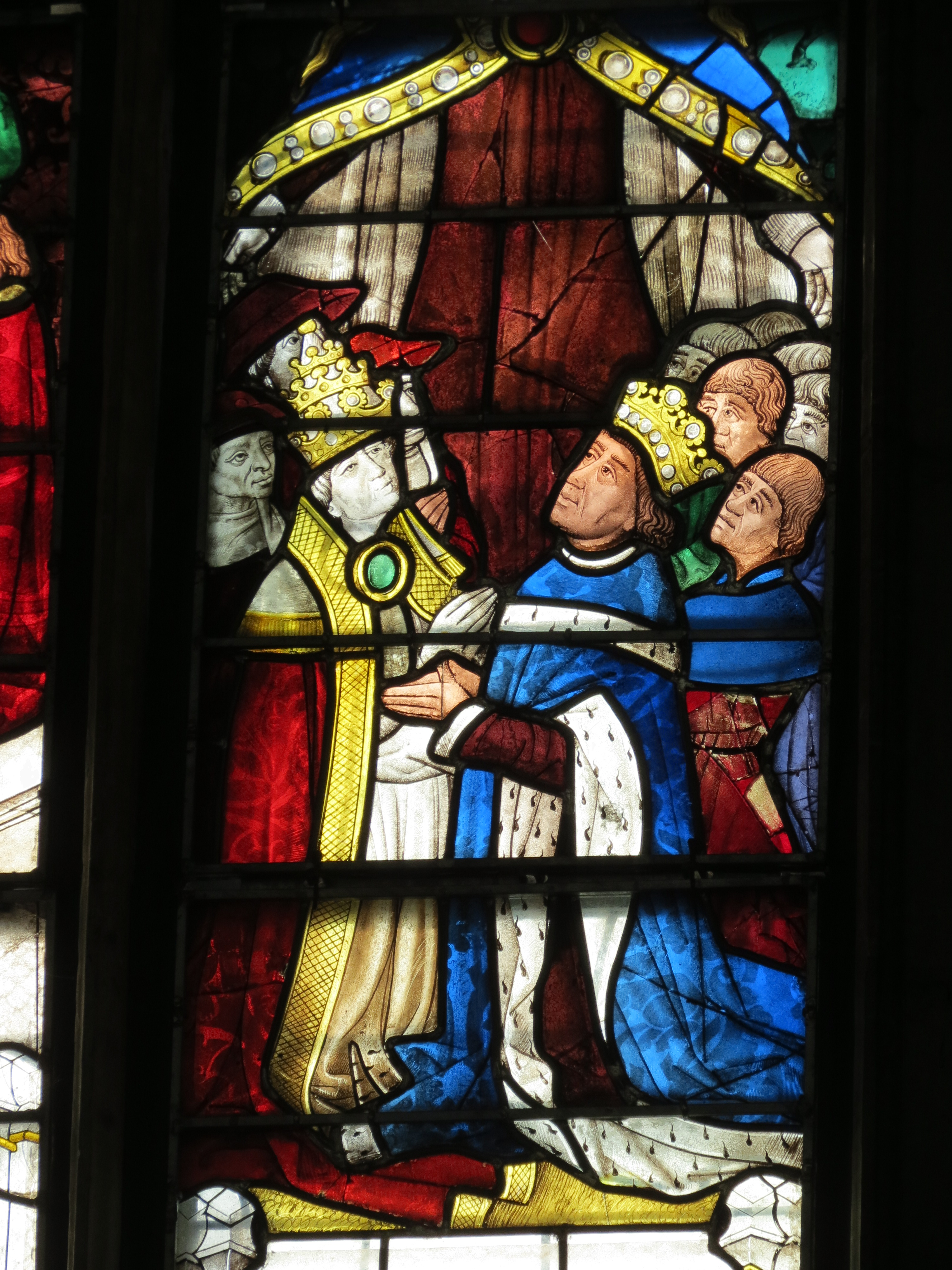
Papa Paulo II e o rei Luís XI da França. Jean Balue está atrás do Papa. Vitral na Catedral de Évreux.

O bispo Guillaume de Flocques de Évreux morreu em 27 de novembro de 1464, e em 18 de dezembro, o rei atribuiu as temporalidades da Diocese de Évreux a Jean Balue. Então, em 4 de fevereiro de 1465, o rei Luís XI nomeou Balue para o bispado de Évreux; ele foi eleito pelo cabido catedralítico em 5 de fevereiro; e foi aprovado pelo Papa Pio II em 20 de maio de 1465. Sua consagração aconteceu em Paris, na Catedral de Notre-Dame, no dia 4 de agosto, com o bispo Guillaume Chartier, de Paris, como principal consagrador. Balue tomou posse de sua diocese em pessoa em 22 de agosto de 1465. Em 27 de agosto, o rei concedeu a Balue um subsídio do gabelle para permitir-lhe retomar os trabalhos de restauração da catedral, que haviam sido iniciados sob o patrocínio de Carlos VII, mas que foi interrompido por falta de fundos.
O bispo Jean de Beauvau, de Angers, foi excomungado por seu metropolita, o arcebispo de Tours, em 13 de novembro de 1465, por vários atos de insubordinação. Beauvau recusou-se a aceitar a sentença e apelou ao Papa, alegando estar fora da jurisdição do arcebispo. Mas depois de algumas discussões, Beauvau foi convocado para comparecer perante os tribunais em Roma. Ele se recusou a ir demonstrando mais uma vez seu compromisso com as liberdades galicanas e com a Pragmática Sanção. Finalmente, sob pressão do rei Luís XI, o Papa Paulo II emitiu um decreto de deposição em 5 de junho de 1467, e no mesmo dia emitiu uma bula transferindo o bispo Jean Balue da diocese de Évreux para a diocese de Angers. O bispo de Beauvau tentou apelar para o Parlamento de Paris contra o Papa, mas o rei ordenou que o Parlamento não tomasse conhecimento do caso. Balue substituíra seu antigo patrono.
Na Guerra do Bem Público (Bien Publique), o bispo Balue e Charles de Melun foram designados pelo rei para a tarefa de defender a cidade de Paris. Melun foi nomeado tenente-geral e Balue foi ordenado a cuidar das defesas. Nem era para sair de Paris durante o período. Em 13 de julho de 1465, o rei Luís notificou o Marechal de França Joachim Rouault em Paris de que era sua intenção lutar no dia seguinte e ordenou a presença de Rouault. Rouault perguntou a Balue e Melun o que ele deveria fazer. Balue aconselhou-o a ir ao rei com todo o seu exército, Melun se opôs a ele. A Batalha de Montlhéry não foi decisiva, mas Luís concebeu a ideia de que Melun estava preparado para traí-lo se a batalha tivesse sido perdida. Ele despojou Melun de tudo que ele possuía. Em 5 de outubro de 1465, Luís foi obrigado a assinar o Tratado de Conflans com Carlos, Conde de Charolais. Em 23 de dezembro de 1465, o rei Luís assinou o Tratado de Caen com Francisco II, Duque da Bretanha, e Balue, um dos signatários, foi ordenado a vigiar os duques da Borgonha e Bretanha e fornecer ao rei o conselho necessário
Em fevereiro de 1466, o bispo Balue e o Almirante da França Jean de Montauban foram enviados a Nantes, onde Francisco II, Duque da Bretanha havia fixado residência. Eles deveriam dar continuidade às discussões sobre as propostas apresentadas por Francisco II feitas em Caen e também para avaliar as dos enviados de Carlos de Valois, Guillaume de Harancourt, bispo de Verdun, chanceler de Carlos; e Pierre Doriole, seu Intendente de Finanças. Um dos objetivos mais importantes era afastar Carlos da influência do Duque Francisco para que ele retornasse à companhia do rei. Correu o boato de que o almirante explicou em particular a Carlos o que poderia acontecer com ele se retornasse para o rei – como se Carlos não pudesse resolver isso sozinho. Verdadeiro ou não, Carlos recusou categoricamente o pedido do rei e Balue teve que fazer um relatório completamente negativo da missão. As coisas poderiam ter piorado se o almirante não tivesse morrido em 1 de maio. No final do ano, o bispo Balue foi mandado de volta a Nantes, desta vez junto com Guillaume de Paris, como embaixadores do rei da França, não para manifestar o desejo de boas relações de Luís para com Francisco II, Duque da Bretanha, mas para indagar sobre rumores de relações deste com os ingleses. Francisco II negou quaisquer implicações sinistras, mas descobriu-se que o duque e a duquesa de Saboia estavam na Bretanha, negociando uma aliança contra o rei Luís. Balue retornou e se juntou ao rei em Blois em fevereiro de 1467.

### Cardeal Balue

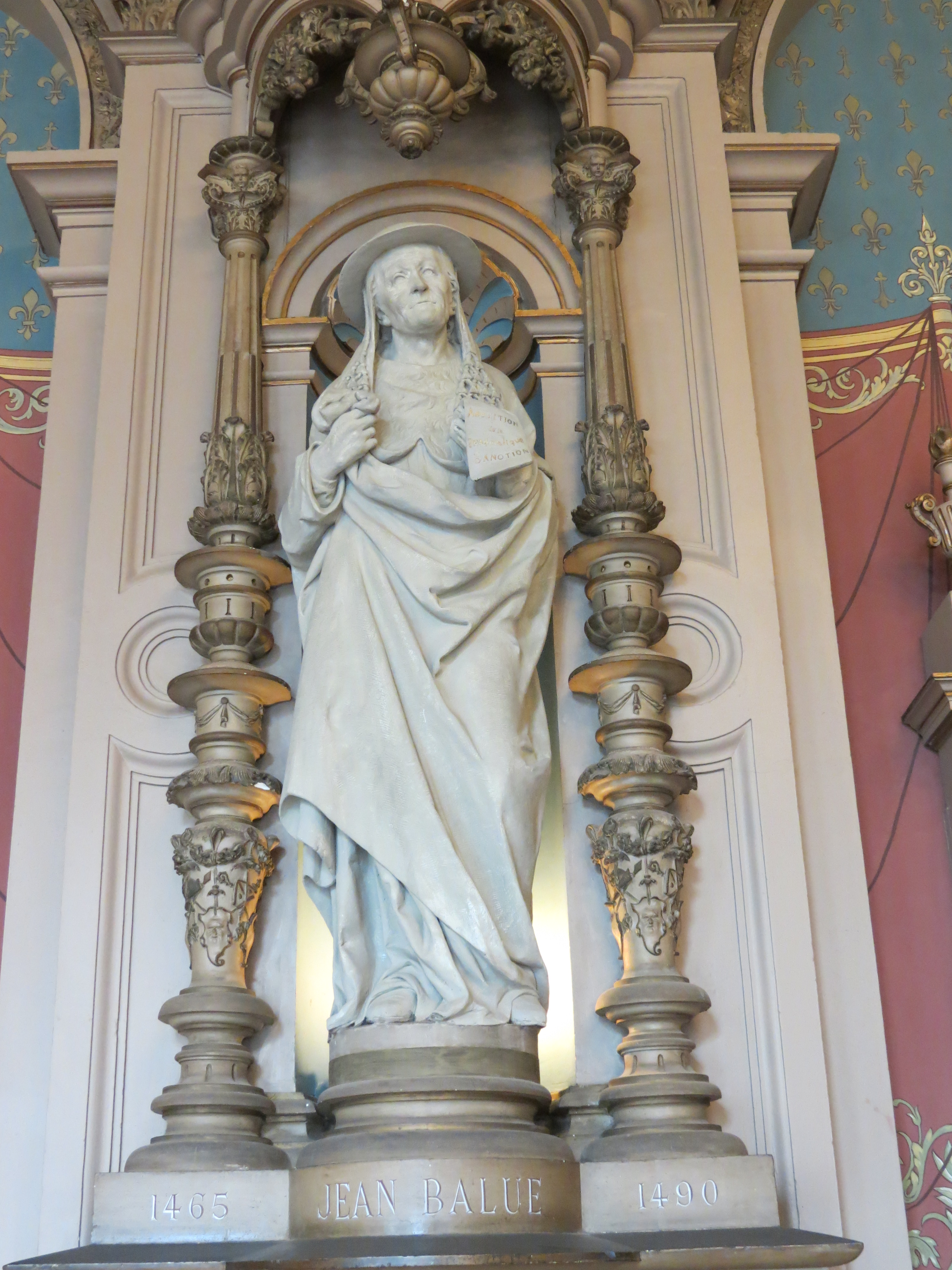
Estátua do cardeal Balue na Abadia de Fécamp.

O rei Luís IX nomeou o bispo Jean Balue le premier du grant conseil. Thomas Basin observa que o rei considerava que Balue era velut fidissimum omnium mortalium hominum amicum (praticamente o amigo mais confiável do mundo). Apesar de sua má reputação de ganância e deslealdade, o rei solicitou e obteve para ele um cardinalato. Isto foi em gratidão por ele finalmente negociar a revogação da Pragmática Sanção, que foi registrada pelo Parlamento de Paris em 1 de outubro de 1467. Balue foi nomeado cardeal pelo Papa Paulo II em seu primeiro consistório para a criação de cardeais em 18 de setembro de 1467, e foi designado para a igreja titular de Santa Susana, mas não até o consistório de 13 de maio de 1468. Ele recebeu seu galero escarlate em uma cerimônia na Catedral de Notre-Dame de Paris, em 17 de novembro de 1468.
Em maio de 1467, Balue e Jean d'Estouteville foram enviados a Paris com a missão de reunirem uma grande quantidade de homens para defender a cidade de Paris contra os inimigos do rei. Em 15 de junho, Carlos, o Audaz tornou-se Duque de Borgonha. Ele estava determinado a recuperar territórios que seu pai havia vendido para Louis XI para arrecadar dinheiro para uma cruzada. Estes incluíam a Picardia e Amiens. O príncipe-bispo de Liège tentou três vezes se revoltar contra o duque (1465, 1467 e 1468), cada vez com o apoio prometido por Luís XI, que repetidamente não se concretizou. Em 20 de setembro de 1468, uma conferência foi iniciada em Ham, entre os delegados do rei Luís (o Condestável de Saint-Pol, Pierre Doriole e o cardeal Balue) e os de Carlos, o Audaz, que estava acampado em Péronne, para providenciar a paz entre os dois contendores e afastar o Duque Carlos da influência de Francisco II, Duque da Bretanha. O cardeal, ao que parece, estava tentando impedir que o rei fosse seduzido pelas promessas do duque.
Em abril de 1469, o cardeal Balue acompanhou o rei e participou da Assembleia dos Estados Gerais em Tours.
Em 14 de outubro de 1469, o rei Luís, aconselhado por seu amigo cardeal Balue, consentiu com os termos da paz que Balue havia negociado com Carlos, o Audaz.

#### Aprisionado

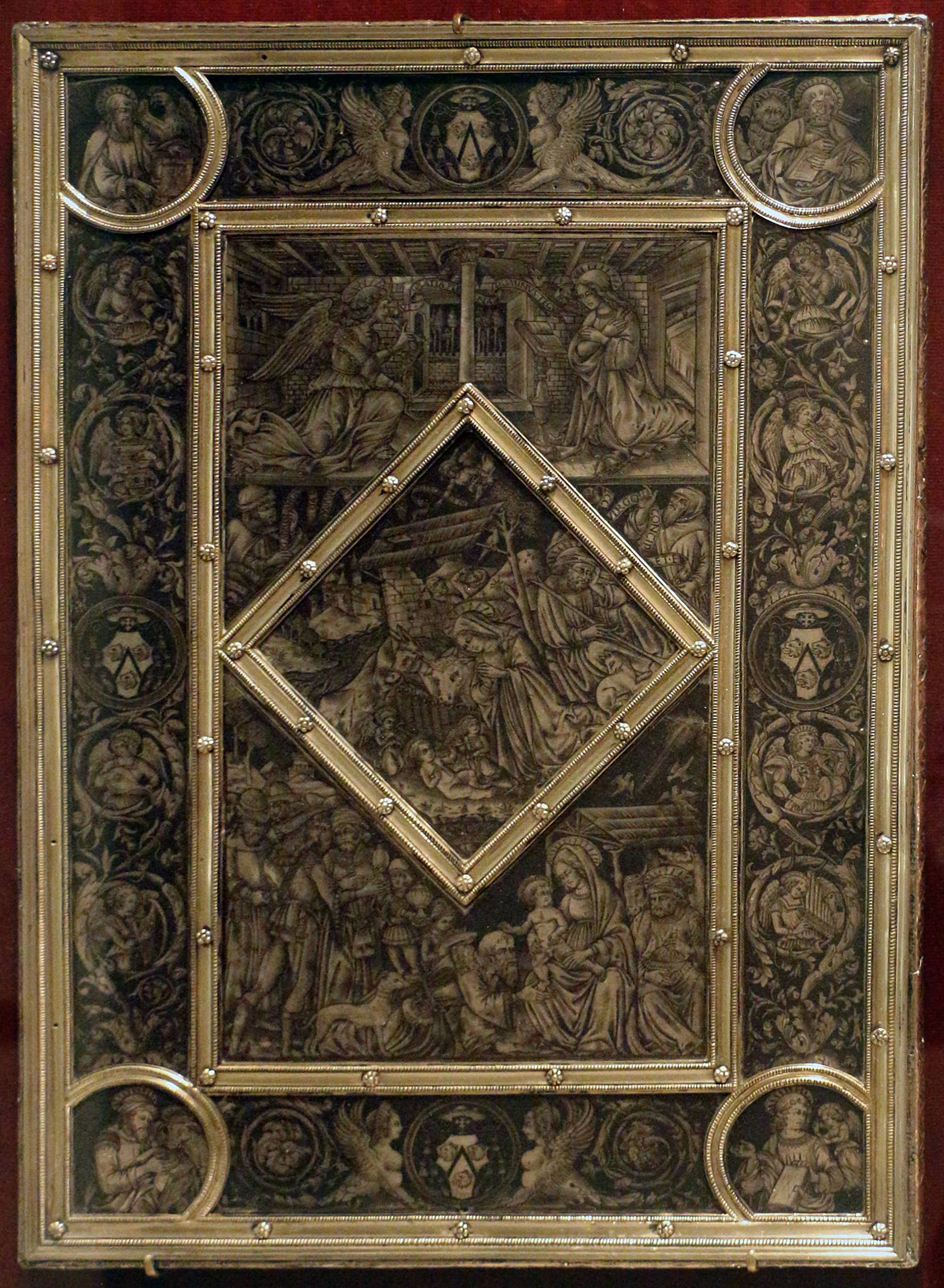
Capa de um evangeliário que pertenceu ao cardeal Jean Balue, em prata nielo, c. 1467-1468.

Mas Balue logo ficou comprometido com a humilhação sofrida pelo rei por Carlos, o Audaz em Péronne, à medida que mais e mais pessoas importantes expressaram a desaprovação do tratado. Até mesmo as pessoas nas ruas começaram a zombar do rei e de seu tratado. Luís decidiu então colocar toda a culpa em Balue, que se viu excluído do Conselho. A suspeita é de ele teria revelado a Carlos detalhes dos planos secretos do rei. Sua correspondência secreta foi interceptada acidentalmente quando, em abril de 1469, um padre suspeito foi casualmente preso. Em 23 de abril de 1469, Balue foi preso em Amboise e transferido para Montbazon. O rei pretendia levar Balue a julgamento por traição perante os juízes reais, e Luís designou uma comissão de oito homens para descobrir a verdade e aplicar a punição; mas isso levantou a antiga questão da isenção de clérigos da jurisdição civil; um clérigo só poderia ser julgado em um fórum eclesiástico de acordo com o Direito Canônico, e essa era a posição do Papa Sisto IV. Houve um impasse, no qual nenhuma das partes queria assumir a responsabilidade pela solução. O rei Luís enviou um agente a Roma, Pierre Gruel, um presidente do Parlamento de Grenoble para explicar a situação ao papa. Ele foi acompanhado em novembro pelo diplomata Guillaume Cousinot de Montreuil e pelo advogado Guillaume Lefranc. Os embaixadores foram recebidos pelo Papa em 1 de dezembro de 1469, e uma longa série de discussões e debates se seguiu, que finalmente terminou em um acordo para saber quem tinha o direito e a obrigação de processar Balue. No final de janeiro de 1470, o cardeal Balue foi removido para Onzain por ordem de Luís XI, mas em 2 de julho de 1472 ele estava sendo mantido em Chinon. Em maio de 1472, o cardeal Bessarion foi enviado como Legado papal para a França, e manteve discussões com Luís XI sobre a libertação de Balue, mas sem sucesso. Ele permaneceu prisioneiro por onze anos, mas não, como foi alegado, em uma gaiola de ferro. Seu cúmplice, o Bispo de Verdun, Guillaume d'Harancourt, foi mantido na Bastilha. A acusação foi crime de lesa-majestade.
Em Angers, os vigários do cardeal Balue permaneceram leais a ele e resistiram às pressões do cabido catedralício e do rei até 1472, quando renunciaram ao exercício de suas funções sob ameaça de multas reais. Em março de 1476, o Papa Sisto IV tomou a extraordinária decisão de livrar o bispo Jean de Beauvau das várias censuras eclesiásticas contra as quais havia incorrido, devolvendo-lhe seus antigos benefícios; seus vários atos foram ratificados. Ele foi então nomeado administrador apostólico da diocese de Angers, em substituição ao Cardeal e seus agentes. Beauvau exerceu este cargo até sua morte em 23 de abril de 1479. O Cabido elegeu imediatamente como seu sucessor um favorito real, Auger de Brie (1479-1480). Com a nomeação de Auger, um cisma se desenvolveu no cabido  catedralício de Angers, alguns cônegos apoiando o homem do rei, outros apoiando o cardeal Balue. O rei escreveu para o Papa sobre a situação, mas o máximo que o Papa estava disposto a fazer foi nomear um coadjutor para o cardeal Balue.
Em junho de 1480, o cardeal Giuliano della Rovere foi enviado à França como Legado papal para fazer a paz entre Luís XI e o imperador Maximiliano da Áustria, bem como negociar a libertação de Balue e Harancourt. Chegou a Paris em setembro e, finalmente, em 20 de dezembro de 1480, o rei Luís deu ordens para que Balue fosse entregue ao arcipreste de Loudun, que fora encarregado pelo Legado de recebê-lo em nome do Papa.

#### Libertado
Em fevereiro de 1481, sua partida da França foi retardada por uma doença, pela qual ele já estivera sob tratamento médico em Chinon, e chegou a Luca no começo da primavera. Lá ele esperou por uma comissão de cardeais para decidir seu destino; a comissão, chefiada pelo cardeal Oliviero Carafa, só deu início às reuniões em 30 de janeiro de 1482. Em 26 de fevereiro de 1482, o Papa Sisto restabeleceu Balue em todos os seus direitos e todas as suas dignidades. Não obstante o trabalho da comissão, o cardeal Balue recebeu permissão para entrar em Roma, juntamente com o cardeal della Rovere, que retornava de sua missão como Legado papal na França. Em 31 de janeiro de 1483, o Papa Sisto nomeou o cardeal Balue suburbicariano Bispo de Albano, deixando claro para todos onde estavam suas simpatias. No mesmo dia, o cardeal Giuliano della Rovere foi nomeado bispo suburbicário de Óstia. Della Rovere e Balue foram recebidos no portão de Roma por quase todos os cardeais em 3 de fevereiro de 1483, e logo em seguida foram recebidos em Consistório público.

### Roma
Desde então, o cardeal Balue viveu em alta estima na corte de Roma. O rei Luís XI morreu em 30 de agosto de 1483, encerrando assim um capítulo de luta pela situação de Balue. Em 1484, Balue foi enviado para a França como Legatus a Latere – literalmente "legado ao lado (do papa)" – pelo Papa Sisto IV, mas ele não foi recebido como tal. Ele visitou sua diocese em Angers e foi solenemente recebido em 24 de julho de 1484. Fez uma entrada solene em Paris em 20 de agosto de 1484. Retornou a Roma em 8 de fevereiro de 1485.
O Papa Sisto IV morreu em 12 de agosto de 1484, enquanto Balue estava em Angers. Ele não participou do Conclave que elegeu o Papa Inocêncio VIII em 29 de agosto.
Em fevereiro de 1485, o cardeal Balue foi nomeado embaixador francês na corte de Roma e protetor da França pelo rei Carlos VIII. Ele e o cardeal della Rovere deveriam trabalhar para levar ao Papa Inocêncio VIII para o lado francês e favorecer a reivindicação francesa, na pessoa de René de Anjou, ao Reino de Nápoles. Em 5 de março de 1486, os argumentos em Consistório entre o cardeal Balue e o cardeal Ascanio Sforza, parente e partidário de Fernando I de Nápoles, ficaram tão acalorados que o Papa Inocêncio teve que silenciá-los. Enviados de Carlos VIII e René chegaram a Roma em maio de 1486, preparados para concluir as negociações, mas a diplomacia de Fernando de Aragão, as operações do condotiero Broccolino Guzzoli e o surgimento de navios turcos no mar Adriático puseram fim à aventura francesa.
Em 1485, seguindo os desejos do Papa Inocêncio VIII, o cardeal Balue instituiu a Festa da Visitação na diocese de Angers, para a qual, no entanto, ele nunca retornou.
Em 14 de março de 1491, o cardeal Balue foi promovido a bispo de Palestrina.
Ele morreu em Ripatransone, uma vila a 56 quilômetros ao sul de Ancona, onde estava servindo como Reitor das Marcas de Ancona, em 5 de outubro de 1491. Seu funeral aconteceu em Roma no dia 18 de outubro, e foi sepultado na capela que ele havia construído na Basílica de Santa Prassede. O Papa foi seu herdeiro, uma vez que o cardeal não deixou sua última vontade e testamento, e o boato relatado por Joannes Burchard, mestre de cerimônias, foi de que ele possuía cerca de 100.000 ducados.